# マズルカ (ショパン)
フレデリック・ショパンのマズルカは、ポーランド各地方の民俗舞踊に基づいて作曲された50曲以上の作品群。

## 概要
ショパンは楽曲の中で、主にマズル・オベレク・クヤヴィヤクの3つの踊りの型を組み合わせて作曲している。付点リズム・強調拍・三連符という元来の特徴をもちながら、転調や和声進行、マジャール音階・教会旋法の使用などに、作曲者の斬新な取り組みが随所に確認でき、彼の作曲語法を知る上で不可欠の素材となっている。また、元々マズルカはバグパイプの伴奏のうえで踊られたという歴史があり、このバグパイプは主音と属音の5度を保続させることができるが、それはショパンのマズルカの伴奏音型にも表れている。
ショパンは作品を出版する際に必ず3つから4つのセットで出版しており、これらのセットをまとめて演奏することを意図していたのではないかと思われている。

## 作品番号一覧
| 作品番号 | 作品番号 | 作品タイトル             |
| -------- | -------- | ------------------------ |
| Op.6     | 1        | マズルカ 第1番 嬰ヘ短調  |
| Op.6     | 2        | マズルカ 第2番 嬰ハ短調  |
| Op.6     | 3        | マズルカ 第3番 ホ長調    |
| Op.6     | 4        | マズルカ 第4番 変ホ短調  |
| Op.7     | 1        | マズルカ 第5番 変ロ長調  |
| Op.7     | 2        | マズルカ 第6番 イ短調    |
| Op.7     | 3        | マズルカ 第7番 ヘ短調    |
| Op.7     | 4        | マズルカ 第8番 変イ長調  |
| Op.7     | 5        | マズルカ 第9番 ハ長調    |
| Op.17    | 1        | マズルカ 第10番 変ロ長調 |
| Op.17    | 2        | マズルカ 第11番 ホ短調   |
| Op.17    | 3        | マズルカ 第12番 変イ長調 |
| Op.17    | 4        | マズルカ 第13番 イ短調   |
| Op.24    | 1        | マズルカ 第14番 ト短調   |
| Op.24    | 2        | マズルカ 第15番 ハ長調   |
| Op.24    | 3        | マズルカ 第16番 変イ長調 |
| Op.24    | 4        | マズルカ 第17番 変ロ短調 |
| Op.30    | 1        | マズルカ 第18番 ハ短調   |
| Op.30    | 2        | マズルカ 第19番 ロ短調   |
| Op.30    | 3        | マズルカ 第20番 変ニ長調 |
| Op.30    | 4        | マズルカ 第21番 嬰ハ短調 |
| Op.33    | 1        | マズルカ 第22番 嬰ト短調 |
| Op.33    | 2        | マズルカ 第23番 ニ長調   |
| Op.33    | 3        | マズルカ 第24番 ハ長調   |
| Op.33    | 4        | マズルカ 第25番 ロ短調   |
| Op.41    | 1        | マズルカ 第26番 嬰ハ短調 |
| Op.41    | 2        | マズルカ 第27番 ホ短調   |
| Op.41    | 3        | マズルカ 第28番 ロ長調   |
| Op.41    | 4        | マズルカ 第29番 変イ長調 |

| 作品番号 | 作品番号 | 作品タイトル             |
| -------- | -------- | ------------------------ |
| Op.50    | 1        | マズルカ 第30番 ト長調   |
| Op.50    | 2        | マズルカ 第31番 変イ長調 |
| Op.50    | 3        | マズルカ 第32番 嬰ハ短調 |
| Op.56    | 1        | マズルカ 第33番 ロ長調   |
| Op.56    | 2        | マズルカ 第34番 ハ長調   |
| Op.56    | 3        | マズルカ 第35番 ハ短調   |
| Op.59    | 1        | マズルカ 第36番 イ短調   |
| Op.59    | 2        | マズルカ 第37番 変イ長調 |
| Op.59    | 3        | マズルカ 第38番 嬰ヘ短調 |
| Op.63    | 1        | マズルカ 第39番 ロ長調   |
| Op.63    | 2        | マズルカ 第40番 ヘ短調   |
| Op.63    | 3        | マズルカ 第41番 嬰ハ短調 |
| Op.67    | 1        | マズルカ 第42番 ト長調   |
| Op.67    | 2        | マズルカ 第43番 ト短調   |
| Op.67    | 3        | マズルカ 第44番 ハ長調   |
| Op.67    | 4        | マズルカ 第45番 イ短調   |
| Op.68    | 1        | マズルカ 第46番 ハ長調   |
| Op.68    | 2        | マズルカ 第47番 イ短調   |
| Op.68    | 3        | マズルカ 第48番 ヘ長調   |
| Op.68    | 4        | マズルカ 第49番 ヘ短調   |

| 作品タイトル                                    |
| ----------------------------------------------- |
| マズルカ 第50番 イ短調 「ノートル・タン」       |
| マズルカ 第51番 イ短調 「エミール・ガイヤール」 |
| マズルカ 変ロ長調                               |
| マズルカ ト長調                                 |
| マズルカ ニ長調                                 |
| マズルカ ニ長調                                 |
| マズルカ 変ロ長調                               |
| マズルカ ハ長調                                 |
| マズルカ 変イ長調                               |
| マズルカ 変ロ長調                               |